# Alexius von Speyer
Alexius von Speyer OFMCap, bürgerlicher Name Georg Friedrich Sylvius Waldner (* 1583 in Kirrweiler (Pfalz); † 19. Juli 1629 in Altdorf, Schweiz) war ein katholischer Priester aus dem Bistum Speyer, Kapuziner, Diplomat im Auftrag des Apostolischen Nuntius der Schweiz, Ordensprovinzial und engster Mitarbeiter des heiliggesprochenen Fidelis von Sigmaringen.

## Leben und Wirken

### Herkunft
Alexius von Speyer wurde unter dem Namen Georg Friedrich Sylvius Waldner in dem südpfälzischen Dorf Kirrweiler, einer territorialen Exklave des Hochstifts Speyer geboren. Nach einem begonnenen Studium der Rhetorik, entschloss er sich in den geistlichen Stand zu treten und Kapuziner zu werden.

### Kapuzinerpater

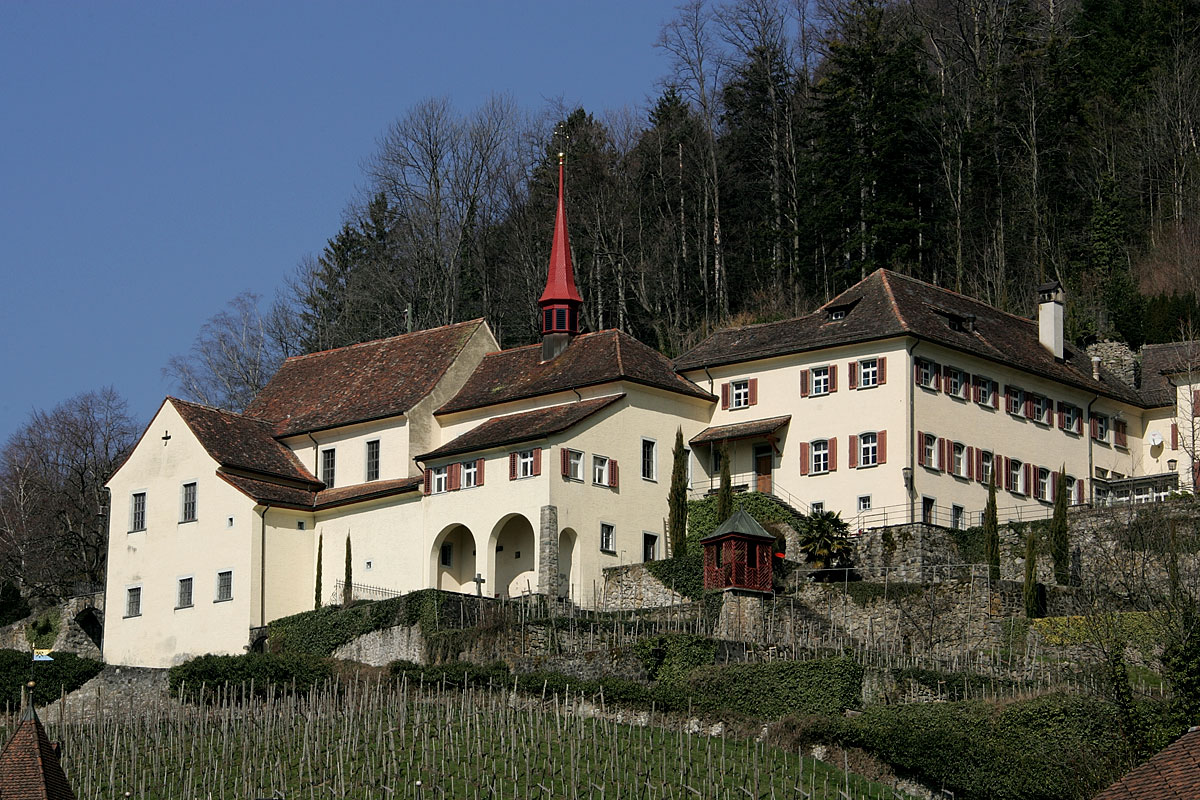
Kloster Allerheiligen in Altdorf. Hier trat Alexius von Speyer in den Kapuzinerorden ein und dort starb er auch.

Mit 19 Jahren reiste er 1602 nach Altdorf, im Schweizer Kanton Uri, und trat unter dem Ordensnamen Alexius in das dortige Kloster Allerheiligen, den ältesten Kapuzinerkonvent nördlich der Alpen ein. Dem Kapuzinerbrauch entsprechend fügte man dem Ordensnamen „Alexius“ als Beinamen den Herkunftsort hinzu; in diesem Fall „Speyer“, sein Heimatbistum. Nach einem Probejahr legte er vor dem Provinzial, Pater Antonius von Cannobio, die Ordensgelübde ab, studierte Philosophie und Theologie und empfing die Priesterweihe.
Aufgrund seiner rhetorischen Fähigkeiten und seiner Frömmigkeit setzte man Pater Alexius verstärkt als Missionsprediger ein. In den Ortschaften Tann, Rheinfelden, Rapperswil, Appenzell und Altorf gründete er „St. Ursula-Vereine“ zur Hebung der Sittlichkeit unter der männlichen und weiblichen Jugend.

### Missionar in Rätien
1621 besetzten die Österreicher das untere Engadin sowie den Prättigau in der Schweiz und begannen die Rekatholisierung der den protestantischen Graubündnern wieder entrissenen Landesteile. Der 1622 ermordete und später heiliggesprochene Kapuziner Fidelis von Sigmaringen wurde Leiter der von der römischen Kongregation für die Ausbreitung des Glaubens in Rätien gegründeten Mission. Pater Alexius von Speyer fungierte als sein engster Mitarbeiter und Stellvertreter. Fidelis von Sigmaringen blieb bis zum Palmsonntag 1622 im Prättigau und ging dann nach Feldkirch, weil er als Guardian des dortigen Klosters einige dringende Geschäfte zu besorgen hatte und um sich etwas zu erholen. Während seiner Abwesenheit besorgte Pater Alexius die Missionspredigten, die Christenlehre und den Gottesdienst.
Am 18. April 1622 berief ihn Mathias von Herbstheim, damaliger Provinzial, nach Baden, um von ihm über den Stand der Dinge und die Bedürfnisse der Mission informiert zu werden. Pater Alexius folgte dem Rufe seines Oberen, ging nach Baden, berichtete den dort versammelten Vätern der Kongregation über den guten Erfolg der apostolischen Sendung und bat sie, die Zahl der Mitarbeiter zu vermehren. Er war sehr glücklich neue Mitstreiter zu erhalten und kehrte eilends mit ihnen in die Schweiz zurück. Überdies war er vom Apostolischen Nuntius Msgr. Alexander Scarpi beauftragt worden, dem Bischof von Chur ein päpstliches Schreiben bezüglich der Anordnungen für die Rätienmission zu überbringen. Der Nuntius empfahl bei dieser Gelegenheit Pater Alexius von Speyer als einen „äußerst klugen, vorsichtigen und zur Bekehrung Andersgläubiger geeigneten Mann“. Schon in Ragaz erfuhren die Patres von der Ermordung ihres Missionsleiters, Pater Fidelis. Alexius von Speyer trat dessen Nachfolge als Leiter der Mission und als Provinzial in Rätien an.
Der Pater kehrte in sein Missionsgebiet zurück, wo er als hauptverantwortlicher Seelsorger und Missionar wirkte. In dem sich entwickelnden Prättigauer Aufstand begleiteten Pater Alexius und sein Mitbruder Pater Pius von Kastelmaur die österreichischen Truppen im Sommer und Herbst 1622 als Feldkapläne. Nachdem die Aufständischen besiegt und die österreichische Herrschaft durch den Lindauer Vertrag vom 30. September 1622 wiederhergestellt waren, ließ Alexius von Speyer das Grab seines erschlagenen Freundes und Vorgängers Fidelis von Sigmaringen zu Seewis im Prättigau suchen bzw. inspizieren. Dabei entnahm man Kleidungsreliquien und das abgetrennte Haupt, das sich heute im Kapuzinerkloster Feldkirch befindet; Pater Fidelis wurde 1729 selig- und 1746 heiliggesprochen. In Mastrils bei Zizers initiierte Alexius von Speyer aus Dankbarkeit für den österreichischen Sieg – durch den allein er seine Mission auch zukünftig fortsetzen konnte – den Umbau einer älteren Kapelle und deren Neueinweihung als Kirche „Maria zum Siege“. Dort feierte er regelmäßig den Gottesdienst; es ist die heutige protestantische Kirche des Ortes.
Nach einem Bericht in dem Werk „Helvetia Sancta“ (Band 3, Seite 32 und 33) wurde Pater Alexius zu Pfäfers im Kanton St. Gallen von einem religiösen Gegner mit dem Schwert angegriffen. Ein anderer Mann sei dem Angreifer in den Arm gefallen, so dass der Stich fehlging, durch den weiten Habit des Kapuziners hindurchdrang und die Waffe in einer Mauer steckenblieb. Der Attentäter habe sich später zum katholischen Glauben bekehrt, zumal der Priester keine Rache übte, sondern seine Beschimpfungen voller Geduld anhörte und für ihn betete.

### Tod
Nach einigen Jahren kehrte Pater Alexius infolge geschwächter Gesundheit von seinem Missionsposten ins Kloster Altdorf zurück. Hier wirkte er nach seinen Kräften in der Seelsorge und der Krankenpflege. Bei einer Pestepidemie im Jahre 1629 infizierte sich der Mönch, als er die Opfer betreute und starb selbst an der Seuche.

### Andenken
In dem Standardwerk „Helvetia Sancta oder Leben und Wirken von heiligen, seligen und frommen Personen des Schweizerlandes“ ist Alexius von Speyer, unter dem abweichenden Namen „Alexius von Kirrweiler“, ein eigenes Kapitel gewidmet.